# 5 Branded Women
5 Branded Women és una pel·lícula italo-estatunidenca dirigida per Martin Ritt i estrenada el 1960. És una adaptació d'una novel·la d'Ugo Pirro en la qual s'il·lustra el drama de cinc joves iugoslaves que, després d'haver confraternitzat amb l'invasor nazi i haver estat públicament humiliades per aquest fet, es convertirien en heroïnes de la resistència. Si bé el repartiment va ser considerat encertat per la crítica, la formulació va rebre crítiques.

## Argument
Durant la Segona Guerra Mundial, partisans iugoslaus pelen cinc vilatanes acusades d'haver tingut relacions amb els nazis. Després de la salvatge agressió, pels partisans, d'un sergent enemic sospitós d'haver estat el seu amant, les cinc dones, desterrades, s'apunten al maquis amb l'objectiu de venjar el seu honor.
Una vegada amb els partisans, les 5 dones, cadascuna molt diferent de les altres, acabaran confraternitzant. Això no obstant, no hi ha final feliç.

## Repartiment
- Silvana Mangano: Jovanka
- Jeanne Moreau: Ljuba
- Vera Miles: Daniza
- Barbara Bel Geddes: Marja
- Carla Gravina: Mira
- Van Heflin: Velko
- Richard Basehart: el capità Reinhardt
- Steve Forrest: el sergent Keller

## Producció i distribució
Coproduïda per Dino De Laurentiis i Paramount Pictures, la pel·lícula està ambientada en la Segona Guerra Mundial. El tema està tret de la novel·la Jovanka e le altre d'Ugo Pirro.
El tema és escabrós i alguns estats van limitar l'exhibició de la pel·lícula, amb la prohibició de veure-la a menors de 15 o 16 anys.
La banda sonora compta amb la música de Angelo Francesco Lavagnino interpretada per l'orquestra dirigida per Franco Ferrara.